# Milan TV
Milan TV est une chaîne de télévision sportive italienne entièrement consacrée au club de football du Milan AC.

## Histoire
La chaîne Milan Channel est lancée le 16 décembre 1999 comme option sur la plateforme TELE+ DIGITALE, en concomitance avec le centième anniversaire de la fondation de l'équipe milanaise. Elle est la première chaine thématique italienne entièrement consacrée à une équipe du Calcio.
En juillet 2016, la chaîne Milan Channel devient Milan TV.
En novembre 2019, Milan TV, alors uniquement diffusée sur Sky, choisit la plateforme de streaming DAZN comme nouveau canal de diffusion.

## Description
Milan TV représente la mémoire historique du Milan avec une librairie de milliers d'heures de matchs et d'images exclusives de l'univers rossonero.
Milan TV propose des interviews exclusives des entraîneurs et des joueurs du Milan AC, de toutes les parties que cela soit de la Serie A, Coupe d'Italie et Ligue des champions, des entraînements du centre sportif de Milanello, des informations et depuis 2008, la diffusion des courses de l'écurie lombarde en Superleague Formula.

## Organisation
- Directeur responsable : Mauro Suma
- Rédaction :
  - Benedetta Radaelli
  - Valerio Ghisi
  - Alessandro Bianchi
  - Simona Pisoni
  - Laura Esposto - collaboratrice
  - Claudia Rossi - collaboratrice
- Consultants :
  - Luigi Balestra (ancien assistant technique du Milan)
  - Amanda del Valle (model)
  - Federico Buffa
  - Giovanni Lodetti (ancien joueur)
  - Carlo Pellegatti (journaliste Mediaset)
  - Franco Ordine (journaliste "Il Giornale")
  - Luca Serafini (journaliste Mediaset)
  - Cristiano Ruiu (journaliste)

## Identité visuelle

Ancien logo.
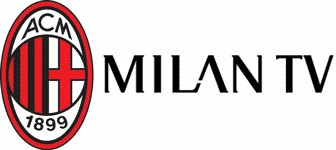
Logo actuel.